# 旧石川商銀信用組合小松支店
旧石川商銀信用組合小松支店（きゅういしかわしょうぎんしんようくみあいこまつしてん）は、石川県小松市京町にある建築物。

## 建築
1930年（昭和5年）に辰村組によって設計施工された。構造は鉄筋コンクリート造2階建て。外壁はスクラッチタイル貼である。

## 歴史
- 1930年（昭和5年） - 株式会社加能合同銀行（北國銀行の前身の一つ）の社屋として建設される[1]。
- 1943年（昭和18年） - 北陸倉庫株式会社の事務所として利用される。
- 1973年（昭和48年） - 石川商銀信用組合（のちに北陸商銀信用組合に事業譲渡）小松支店として利用される[1]。
- 2002年（平成14年） - 小松市立空とこども絵本館の絵本館ホールとして利用される[1]。
- 2003年（平成15年） - 登録有形文化財（建造物）に登録される[1][2][3]（平成15年文部科学省告示第161号）。

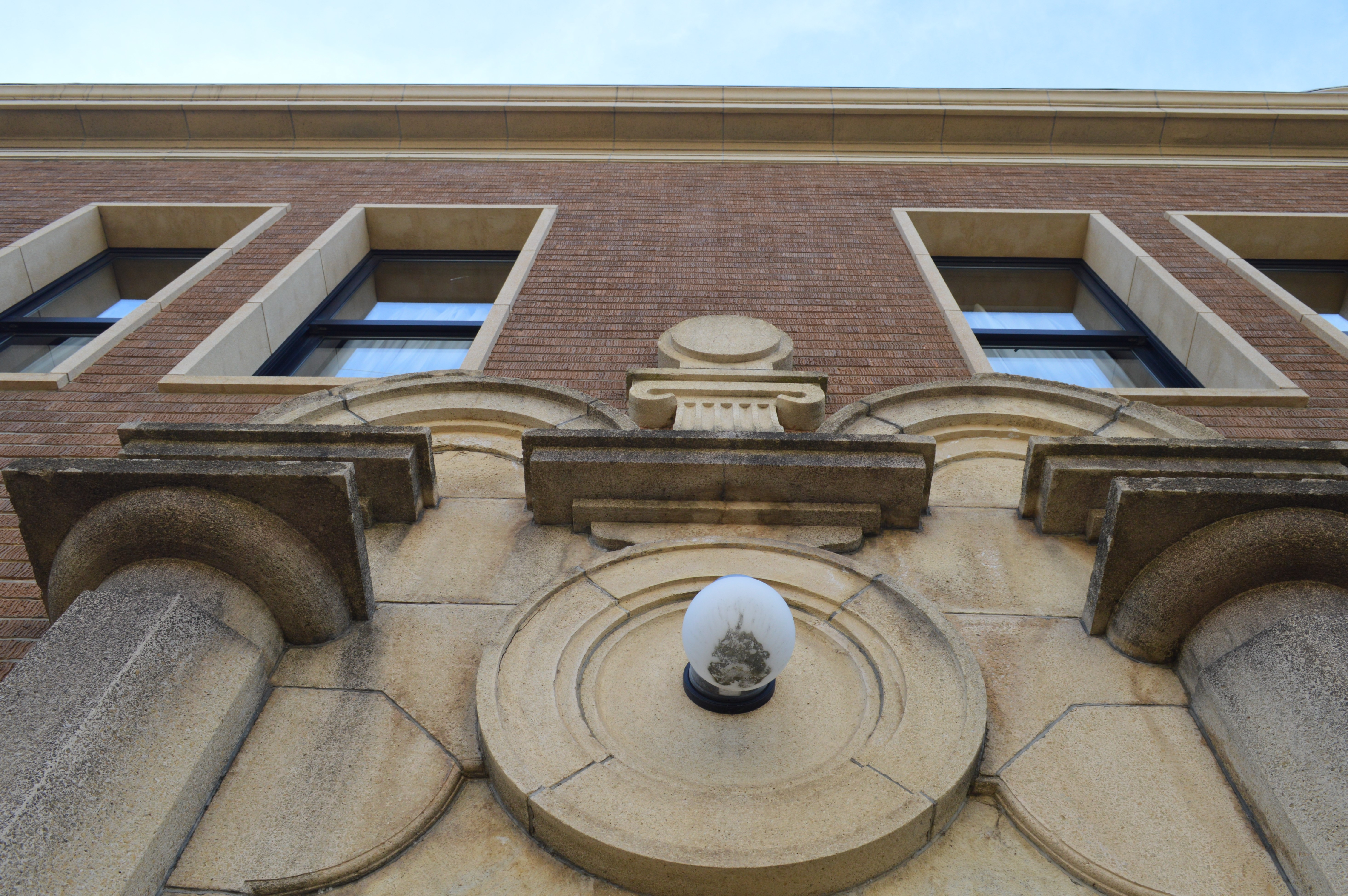
外壁の意匠とスクラッチタイル
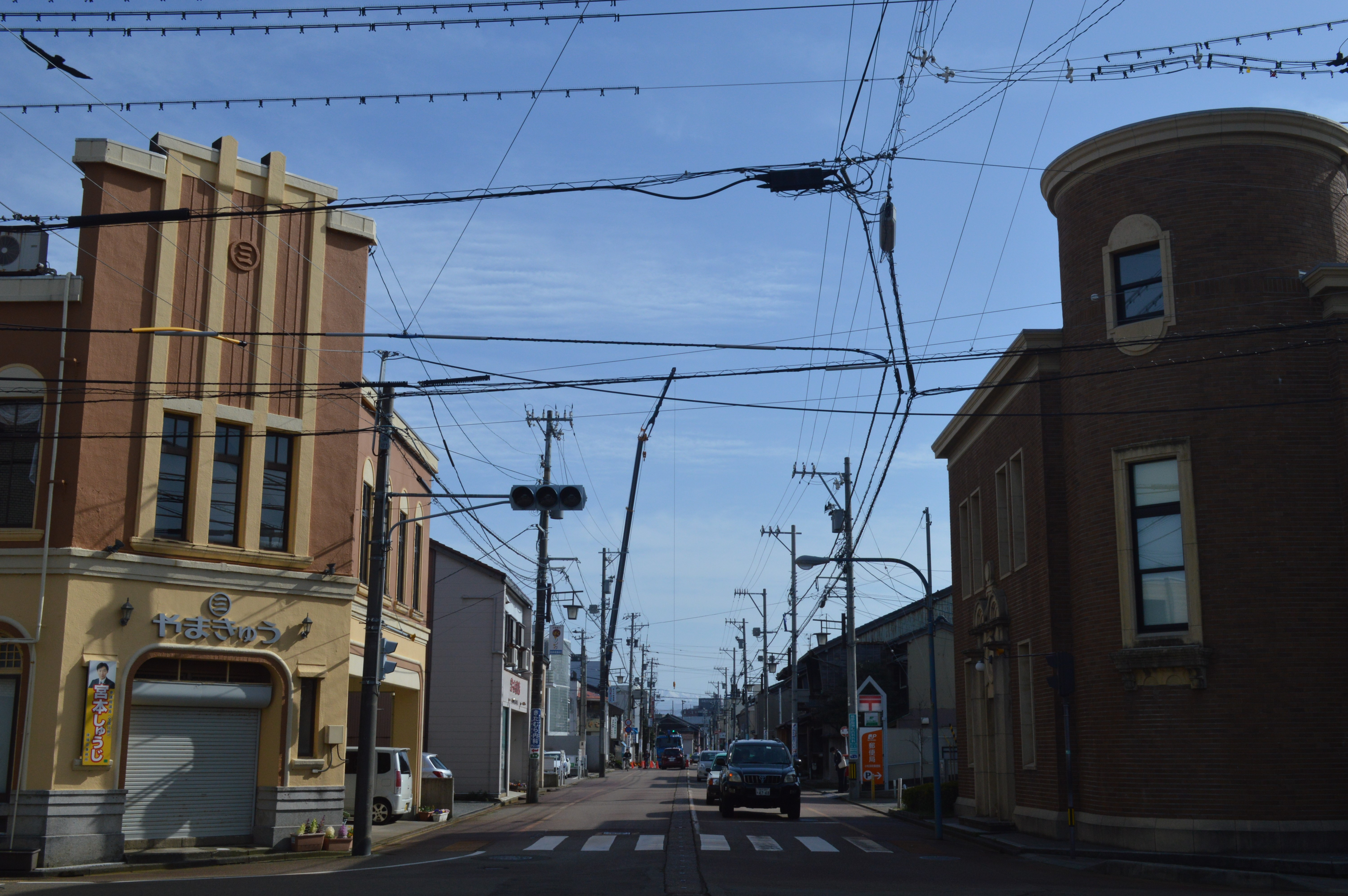
旧石川商銀小松支店（右）と山本久次商店（左）